# Ketere
Ketere (russisk: Кеты, tr. Kety) er et folk i Sibirien, der taler ketisk. I det Russiske Kejserrige blev de kaldt for Ostjakker, hvilket var en fælles benævnelse på forskellige etniske grupper, der talte sprog tilhørende flere sprogfamilier. Senere blev de kendt som Jenisej-ostjakker, fordi de beboede det mellemste og sydlige område omkring floden Jenisej i Krasnojarsk kraj i Rusland. De moderne ketere beboede området øst for flodens mellemste del før, de blev politisk assimilerede af Rusland fra 1600-tallet og frem efter.

## Etnonym
Ket (flertal: deng) betyder "menneske". Keterne langs floderne Kas, Sym og Dubtjes benytter jugun som Etnonym.

## Historie
Keterne anses som de eneste overlevende efter et urgammelt nomade-folk, som man antager oprindelig beboede store dele af det mellemste sydlige Sibirien. Enkelte forfattere har fremsat hypoteser om, at keterne kan nedstamme fra det gamle folket Dingling ved Bajkalsjøen, der tilhørte Tasjtykkulturen. Ifølge Leonid Kyzlasov blev keterne beskrevet af historikere ved det kinesiske hof som et sibirisk folk med blå øjne og lyst hår, men han nævner ikke hvilken specifik kinesisk kilde, han refererer til.
I 1960-erne blev Yugh-folket identificerede som en særskilt men beslægtet etnisk gruppe. Nutidens ketere er efterkommere af stammer, der adopterede enkelte af de kulturelle træk hos de oprindelige ket-talende stammer i Sydsibirien. De tidligere stammer ernærede sig ved jagt og fiskeri på taigaen langs Jenisej og af rensdyr i de nordlige områder.
I 1600-tallet blev de indlemmet i den russiske stat. Keternes bestræbelser på at modsætte sig assimileringen var nytteløse, efter som russerne deporterede dem til forskellige steder for at nedbryde deres modstand. Dette ødelagde også deres strengt organiserede patriarkalske sociale system og deres levevej. Økonomisk indebar det, at keterne endte med stor gæld til russere. Nogen døde af hungersnød, andre af sygdomme, der kom fra Europa. I 1800-tallet var keterne ikke længere i stand til at overleve uden madvarehjælp fra den russiske stat.
I 1900-tallet blev keterne påtvunget et kollektiviseret landbrug af Sovjetunionen. De blev officielt anerkendte som en etnisk gruppe i 1930-erne, da Sovjetunionen begyndte gennemførelsen af urfolks politiske rettigheder til at fastholde deres identitet. Keternes traditioner blev imidlertid fortsat underkuede, og selvstændige initiativer blev modarbejdede af regeringsmagten. Kollektiviseringen blev fuldført i 1950'erne, og den russiske livsstil og det russiske sprog blev påtvunget dem.

## Antal
Antallet etniske ketere har været relativt stabilt siden 1923. Ved folketællingen i 2002 blev registrerede 1.494 ketere i Rusland, sammenlignet med 1.200 ved folketællingen i 1970. Keterne bor i dag i små landsbyer langs flodbredderne og er ikke længere nomader.

## Sprog
I 1788 offentliggjorde P.S. Pallas de tidligste observationer af keternes sprog i sin rejsedagbog (Путешествия по разным провинциям Русского Государства, Puteshestviya po raznim provintsiyam Russkogo Gosudarstva).
Ketisk og de andre sprog, som udgør den jeniseiske sproggruppe, er helt forskellig fra alle andre sprog i Sibirien. De tilhører hverken den uralske eller den altaiske sprogfamilie. Ketisk er blevet sat i forbindelse med Na-dené-sprogene i Nordamerika og danner sammen med dem den dene-jeniseiske sprogfamilie.
I 1926 levede der 1.428 ketere, hvoraf 1.225 (85,8%) talte sit modersmål. Under folketællingen i 1989 fandtes der 1.113 etniske ketere, hvoraf kun 537 (48,3%) talte ketisk. Ifølge Ethnologue blev sproget talt af mellem 550 og 990 mennesker i 1995. Ifølge tal fra 2009 tales ketisk i dag af blot 190 mennesker af en etnisk befolkning på 1.494.

## Kultur
Den traditionelle ketiske kultur har været genstand for udforskning af Matthias Castrén, Vasiliij Ivanovitsj Anuchin, Kai Donner, Hans Findeisen og Yevgeniya Alekseyevna Alekseyenko.
Shamanisme var en levende praksis i 1930-erne, men i 1960-erne var der næsten ingen ketisk shamaner tilbage. Ketisk shamanisme havde enkelte fælles træk med shamanismen blandt tyrkiske og mongolske folkeslag. Det fandtes flere typer af ketiske shamaner med forskellige funktioner (sakrale riter, helbredelse), magt og tilknyttede magtdyr (ren, bjørn).
Lige som tilfældet er med flere andre sibiriske folkeslag som fx karagasserne, forekommer der eksempler på brug af skelet-symbolik. Hoppál tolker dette som et symbol på shamanistisk genfødsel, selv om det også kan symbolisere benene hos lom. Lommer var shamanens hjælpedyr, som forenede luften med det underjordiske vand på samme måde, som shamanen selv foretog rejser til både himlen og underverdenen. Blandt andre sibiriske kulturer repræsenterede skelet-symbolikken den shamaniske genfødsel.
Vyacseslav Vsevolodovitsj Ivanov og Vladimir Toporov sammenlignede keternes mytologi med mytologier blandt uralske folkeslag og anvendte flere former for semiotik inden for komparativ mytologi. De foretog også typologiske sammenligninger. Blandt sammenligninger af myter fra en række uralsk-talende folk, omtaler de eksplicit mytologierne hos Ob-ugriske og samojediske folkeslag.
Andre forfattere har diskuteret analogier til uralske folkeslag i form af lignende temaer inden for folklore, rent typologiske betragtninger og visse fælles symboler for at relatere dette materiale til en dualistisk organisering af samfundet. Enkelte dualistiske elementer er blevet påvist gennem sammenligninger mellem keterne og uralske folk. Når det gælder keterne, foreligger det imidlertid ingen omfattende forskning, som tilsiger nogen dualistisk organisering af samfundet eller nogen dualistisk kosmologi. Hvis sådanne træk overhovedet eksisterede, må de enten være blevet svækket eller forblevet uopdagede af de fleste forskere.
Det findes enkelte rapporter om en inddeling af samfundet i to patriarkalske slægter, hvor der blev praktiseret exogami. Det findes også en folklore om konflikter mellem mytologiske skikkelser og også om to højere væsener, som samarbejdede om skabelsen af landet, et tema for shamanens rejse ned i den vandfyldte underverden. Dette tema forekommer i mange kulturer i forskellige varianter.
I en af fortællingerne får verdens skaber hjælp af en vandfugl ved, at fuglen dykker ned i vandet og henter jord, som skaberen kan lave landet af. I nogen kulturer konkurrerer skaberen og det jordhentende væsen indbyrdes, og det sidstnævnte kan have dæmoniske egenskaber eller antage form af en lom. I andre kulturer, deriblandt hos keterne, er disse væsener ikke konkurrenter men samarbejder med hinanden.
I en bredere forstand er dualistiske motiver i mytologien ikke begrænsede til enkelte uralske folkeslag, men kan påvises på alle kontinenter over hele jorden.